# Samytha speculatrix
Samytha speculatrix är en ringmaskart som beskrevs av Ehlers 1913. Samytha speculatrix ingår i släktet Samytha och familjen Ampharetidae. Inga underarter finns listade i Catalogue of Life.